# Coppa Europa di sci alpino 1982
La Coppa Europa di sci alpino 1982 fu l'11ª edizione della manifestazione organizzata dalla Federazione Internazionale Sci.
In campo maschile l'austriaco Hubert Strolz si aggiudicò sia la classifica generale, sia quella di slalom gigante; lo svizzero Karl Alpiger vinse quella di discesa libera, l'austriaco Klaus Heidegger quella di slalom speciale. L'austriaco Ernst Riedlsperger era il detentore uscente della Coppa generale.
In campo femminile la tedesca occidentale Sonja Stotz si aggiudicò la classifica generale; l'austriaca Sieglinde Winkler vinse quella di discesa libera, la svizzera Corinne Eugster e l'austriaca Claudia Riedl, a pari merito, quella di slalom gigante e l'austriaca Rosi Aschenwald quella di slalom speciale. La canadese Diane Haight era la detentrice uscente della Coppa generale.

## Uomini

### Classifiche

#### Generale
| Pos. | Nome           | Nazione  | Punti |
| ---- | -------------- | -------- | ----- |
| 1    | Hubert Strolz  | Austria  | 160   |
| 2    | Franck Piccard | Francia  | 120   |
| 3    | Hans Pieren    | Svizzera | 102   |

#### Discesa libera
| Pos. | Nome              | Nazione  | Punti |
| ---- | ----------------- | -------- | ----- |
| 1    | Karl Alpiger      | Svizzera | 93    |
| 2    | Stefan Niederseer | Austria  | 79    |
| 3    | Otto Peer         | Austria  | 65    |

#### Slalom gigante
| Pos. | Nome          | Nazione    | Punti |
| ---- | ------------- | ---------- | ----- |
| 1    | Hubert Strolz | Austria    | 100   |
| 2    | Hans Pieren   | Svizzera   | 68    |
| 3    | Jure Franko   | Jugoslavia | 60    |

#### Slalom speciale
| Pos. | Nome            | Nazione | Punti |
| ---- | --------------- | ------- | ----- |
| 1    | Klaus Heidegger | Austria | 87    |
| 2    | Stig Strand     | Svezia  | 81    |
| 3    | Helmut Gstrein  | Austria | 69    |

## Donne

### Classifiche

#### Generale
| Pos. | Nome              | Nazione        | Punti |
| ---- | ----------------- | -------------- | ----- |
| 1    | Sonja Stotz       | Germania Ovest | 140   |
| 2    | Sieglinde Winkler | Austria        | 124   |
| 3    | Corinne Eugster   | Svizzera       | 120   |

#### Discesa libera
| Pos. | Nome                 | Nazione        | Punti |
| ---- | -------------------- | -------------- | ----- |
| 1    | Sieglinde Winkler    | Austria        | 110   |
| 2    | Marianne Zechmeister | Germania Ovest | 63    |
| 3    | Claudia Wernig       | Austria        | 62    |

#### Slalom gigante
| Pos. | Nome            | Nazione  | Punti |
| ---- | --------------- | -------- | ----- |
| 1    | Corinne Eugster | Svizzera | 71    |
| 1    | Claudia Riedl   | Austria  | 71    |
| 3    | Erika Gfrerer   | Austria  | 65    |

#### Slalom speciale
| Pos. | Nome            | Nazione        | Punti |
| ---- | --------------- | -------------- | ----- |
| 1    | Rosi Aschenwald | Austria        | 120   |
| 2    | Michaela Gerg   | Germania Ovest | 60    |
| 3    | Brigitte Nansoz | Svizzera       | 54    |